# 威廉·莫菲
威廉·莫菲（William Parry Murphy，1892年2月6日—1987年10月9日）是一位美國醫學家，出生於威斯康辛州。由於關於貧血治療的研究，而在1934年與喬治·邁諾特（George Richards Minot）及喬治·惠普爾（George Hoyt Whipple）共同獲得諾貝爾生理學或醫學獎。